# Scaptodrosophila palauana
Scaptodrosophila palauana är en tvåvingeart som först beskrevs av Wheeler och Hajimu Takada 1964.  Scaptodrosophila palauana ingår i släktet Scaptodrosophila och familjen daggflugor. Inga underarter finns listade i Catalogue of Life.